# 滨海皮里亚克
滨海皮里亚克（法語：Piriac-sur-Mer，法語發音：[piʁjak syʁ mɛʁ] ⓘ）是法国大西洋卢瓦尔省的一个市镇，位于该省西北部，大西洋海滨，属于圣纳泽尔区。

## 地理
滨海皮里亚克（47°22'48"N, 2°32'46"W）面积12.37 平方千米，位于法国卢瓦尔河地区大区大西洋卢瓦尔省，该省份为法国西北部沿海省份，位于布列塔尼半岛东南部，北起伊勒-维莱讷省，西北接莫尔比昂省，西临大西洋，南至旺代省，东临曼恩-卢瓦尔省。
与滨海皮里亚克接壤的市镇（或旧市镇、城区）包括：梅斯凯尔、拉蒂尔巴勒。
滨海皮里亚克的时区为UTC+01:00、UTC+02:00（夏令时）。

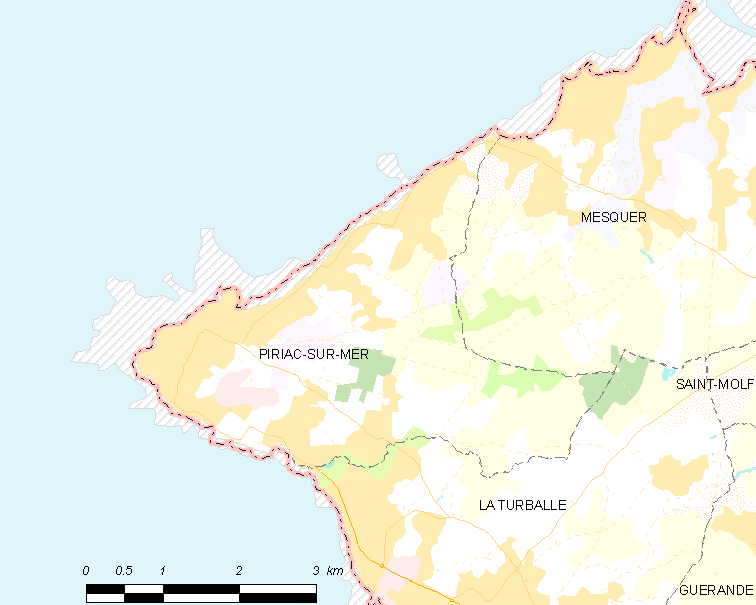
滨海皮里亚克的OSM定位图

## 行政
滨海皮里亚克的邮政编码为44420，INSEE市镇编码为44125。

## 政治
滨海皮里亚克所属的省级选区为盖朗德县。

## 交通
大西洋卢瓦尔省省道D52线、D99线、D333线和D452线经过境内。

## 人口

1962-2008年间滨海皮里亚克人口变化图示

滨海皮里亚克于2022年1月1日时的人口数量为2663人。